# Liste der Kulturdenkmäler in Ludwigshafen-Mundenheim
In der Liste der Kulturdenkmäler in Ludwigshafen-Mundenheim sind alle Kulturdenkmäler des Stadtteils Mundenheim der rheinland-pfälzischen Stadt Ludwigshafen am Rhein aufgeführt. Grundlage ist die Denkmalliste des Landes Rheinland-Pfalz (Stand: 18. November 2024).

## Einzeldenkmäler
| Bezeichnung                            | Lage                                 | Baujahr                              | Beschreibung | Bild                           |
| -------------------------------------- | ------------------------------------ | ------------------------------------ | --- | ------------------------------ |
| Evangelische Christuskirche            | Kirchplatz 5 Lage                    | 1901–03                              | neuspätromanischer/neufrühgotischer Sandsteinquaderbau, 1901–03, Architekt Franz Schöberl, Speyer, nach Kriegszerstörung 1952–54 vereinfacht wiederaufgebaut; Pfarrhaus (Kirchplatz 7), Sandsteinquaderbau mit Walmdach, 1904, Architekt Schöberl                              | weitere Bilder Fotos hochladen |
| Kriegerdenkmal                         | Langemarckplatz Lage                 | 1936                                 | Kriegerdenkmal 1870/71 und 1914/18; monumentale Anlage, Muschelkalk, Entwurf von Safft, Mannheim | weitere Bilder Fotos hochladen |
| Brunnen                                | Oberstraße, bei Nr. 48/50 Lage       | 1895                                 | Ziehbrunnen, Sandstein, bezeichnet 1895 | Fotos hochladen                |
| Altar                                  | Pfarrer-Krebs-Straße, in Nr. 18 Lage | letztes Viertel des 18. Jahrhunderts | barocker Altar, letztes Viertel des 18. Jahrhunderts | BW                             |
| Herrenhaus der Freiherren von Zedtwitz | Rheingönheimer Straße 98 Lage        | um 1770                              | sandsteingegliederter Krüppelwalmdachbau, Architekt wohl Peter Anton von Verschaffelt, um 1770 | Fotos hochladen                |
| Schillerschule                         | Rheingönheimer Straße 103 Lage       | 1903–07                              | Gebäudekomplex im Pavillonsystem, sandsteingegliederte Blankziegelbauten mit Walmdächern, 1903–07, Architekt Adolf Lipps; Erweiterung mit Mansarddachbauten, 1912–14, Architekt Scholler                                                                                       | Fotos hochladen                |
| Katholische St. Sebastianskirche       | Saarlandstraße 3 Lage                | 1954                                 | massiger Putzbau über T-förmigem Grundriss mit Seitenschiffen, Stahlbetonkonstruktion, freistehender Glockenturm, 1954, Architekten Karl Lochner und Philipp Blaumer; bauzeitliche Ausstattung; Maria Immaculata, um 1755, Entwurf Paul Egell; im Pfarrgarten Madonna, 1853/54 | weitere Bilder Fotos hochladen |